# Kiriłłow
Kiriłłow (ros. Кириллов) – miasto w Rosji w obwodzie wołogodzkim, między jeziorem Siwierskim i Dołgoje.

Młode Rosjanki przed tradycyjnym drewnianym domem w pobliżu Kiriłłowa (1909)

Liczba mieszkańców wynosi ok. 9 tys.